# Keri
Keri est une île d'Estonie dans le golfe de Finlande.

## Géographie
Située à environ 6 km au Nord de Prangli, elle fait partie de la commune de Viimsi. C'est l'une des îles les plus septentrionales d'Estonie. 

## Histoire
Mentionnée dès 1623, longtemps sur le trajet des navires, son phare a été établi en 1719 sous ordre de Pierre le Grand. Il a été reconstruit en 1803. Du gaz naturel y a été découvert lors d'un forage en 1902. Ce gaz a été utilisé de 1906 à 1912 pour alimenter le phare et chauffer les autres bâtiments. Le phare était à cette époque le seul au monde à utiliser cette énergie. 
L'île, aujourd'hui déserte, a uniquement été habitée par les gardiens du phare de Keri et leurs familles. Le dernier gardien l'a quittée en septembre 2002. Le phare est de nos jours automatique, son énergie étant fournie par une éolienne et des panneaux solaires.

## Galerie

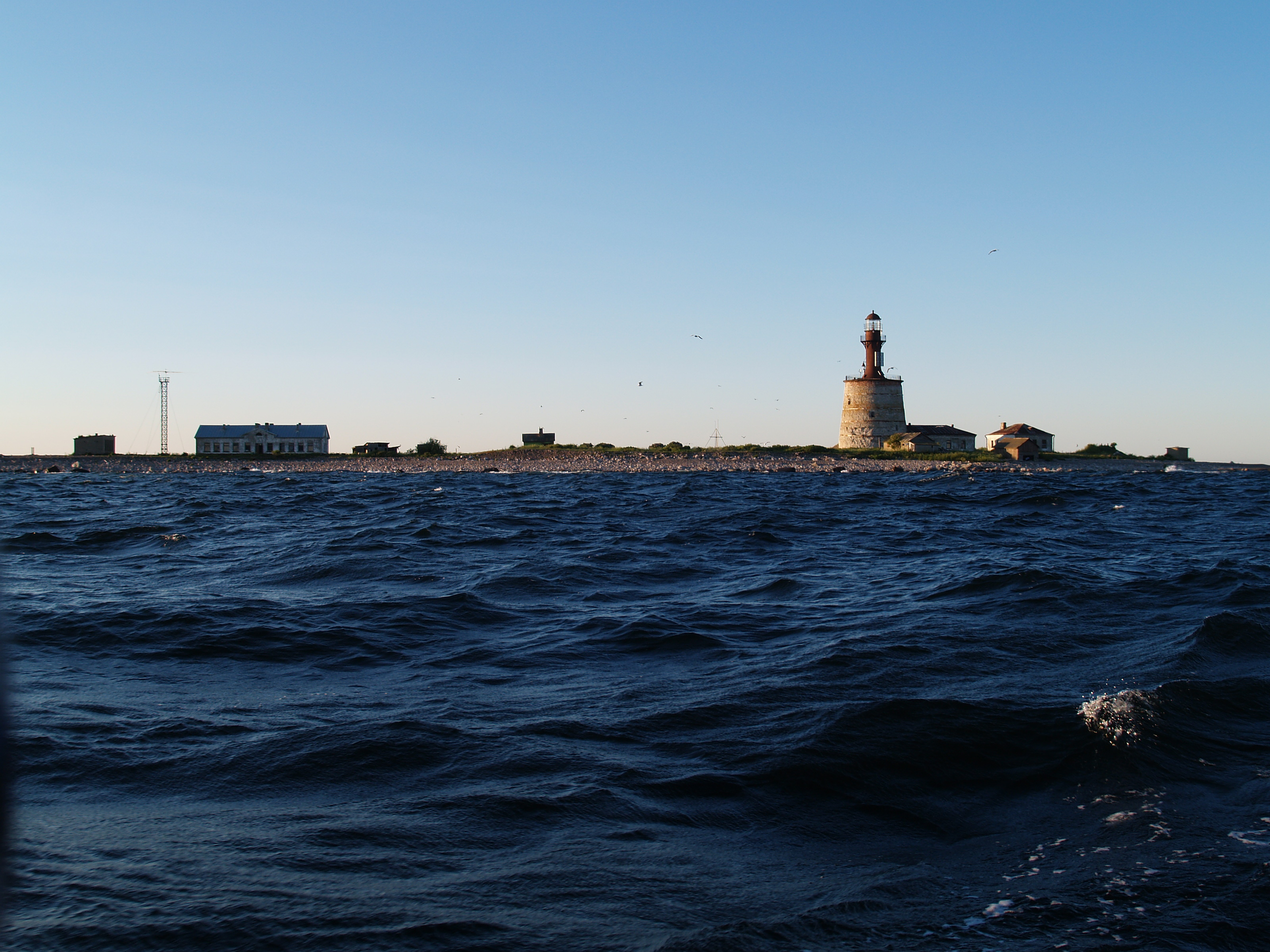
Vue du large
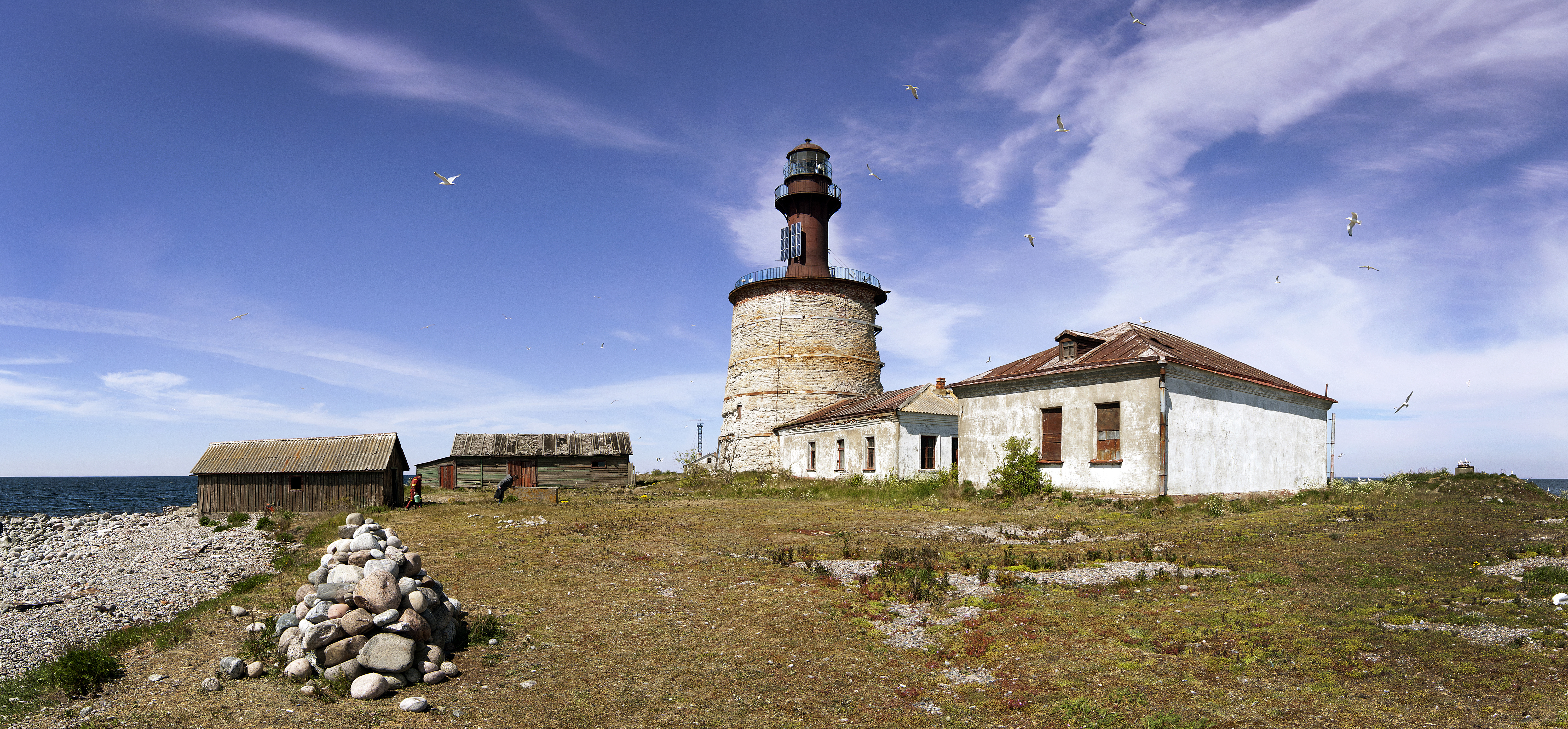
Vue du phare
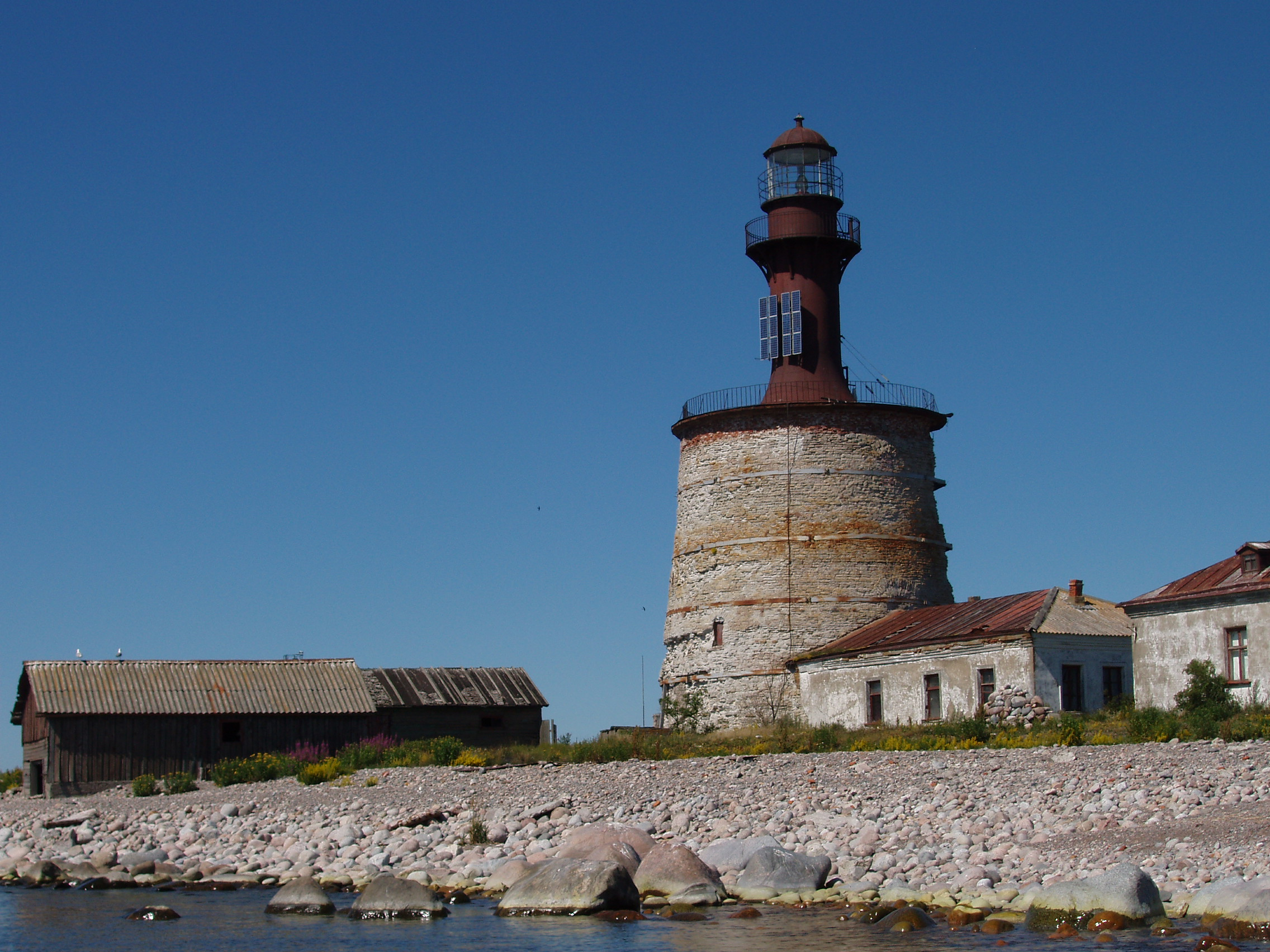
Autre vue du phare
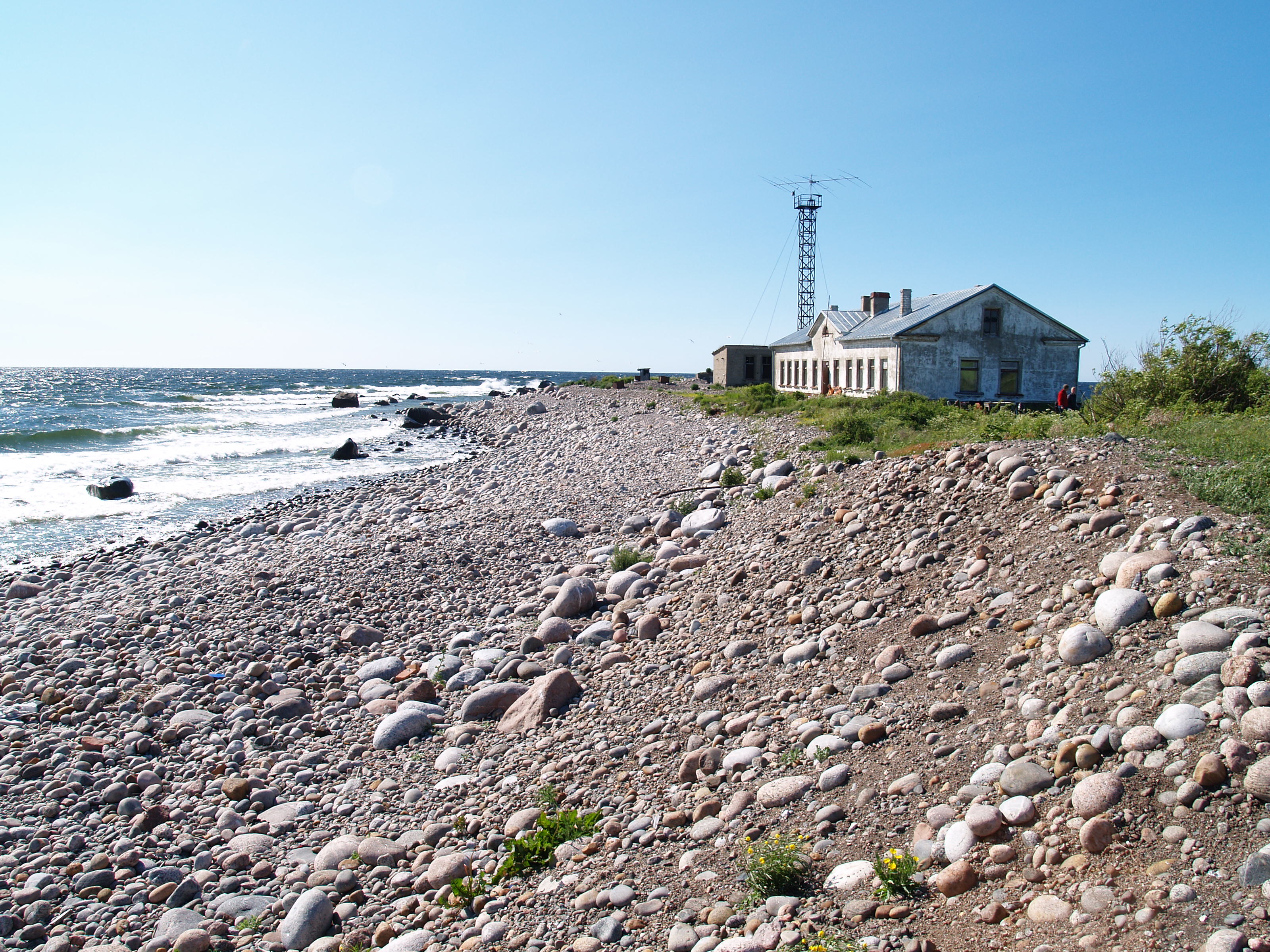
Paysage de Keri